# 文件学
文件学是一門與信息檢索以及信息记录有關的學科。 文件学可以視為信息科学的一部分。文件學由保罗·奥特莱以及亨利·拉方丹開創。